# Ковров, Василий Андреевич
Князь Васи́лий Андре́евич Стародубский по прозванию Ковёр (? — 1531) — воевода и наместник во времена правления Ивана III Васильевича и Василия III Ивановича.
Родоначальник княжеского рода Ковровы, от которого его потомки получили фамилию. Единственный сын удельного князя кривоборского Андрея Фёдоровича, потерявшего удел, Рюрикович.

## Биография

### Служба Ивану III
В 1490 году упоминается в раздельной грамоте на село Троицкое в Стародубе. В 1492 и 1495 годах сопровождал великого князя московского Ивана III в его походах в Новгород Великий в чине дворянин. В 1503 был послан наместником в Пермь Великую вместо сведённого с вотчины местного пермского князя Матвея Михайловича. В том же году на Пермь совершил набег татарский царевич Кутлук-Салтан, сын тюменского хана Ибака, и начал воевать московские владения по Каме. Высланная князем В. А. Ковровым погоня на судах догнала грабителей на реке Сылва, на перевозе, и разбила арьергард татар.

### Служба Василию III
В 1506 отозван в Москву. В 1514-1515 годах 4-й воевода в Мещере. В 1517 — 2-й воевода полка левой руки в Мещере, а после ухода больших воевод на р. Вашану переведён там же в передовой полк. В 1519—1520 — 3-й, затем 4-й воевода в Мещере. В 1521 году стоял 2-м воеводой в Наровчатове, в этом же году упомянут воеводой на Мокше в Брафатове.
Похоронен на Иоанно-Воинском кладбище г. Ковров.

## Семья
От брака с неизвестной имел детей:
- Князь Ковров Иван Васильевич (ум. 1562/63) — в марте 1545 года воевода в Казанском походе луговою стороною. В 1549—1550 годах первый воевода войск левой руки в зимнем Казанском походе.
- Князь Ковров Андрей Васильевич (ум. 1541) — в марте 1545 года третий воевода войск правой руки в Казанском походе. В 1551 году четвёртый воевода пятнадцатого передового полка в походе к Полоцку.
- Князь Ковров Семён Васильевич по прозванию Волк — в 1545 году двадцать третий полковой судья в Казанском походе. В 1551 году тридцать четвёртый есаул в походе к Полоцку.

## Критика
П. Н. Петров в «Истории родов русского дворянства» показывает у князя Василия Андреевича Ковра только двух сыновей, князей: Ивана и Семёна Волка, а князь Андрей отсутствует.
В поколенной росписи поданной в 1682 году в Палату родословных дел у князя Василия Андреевича Ковра показаны три выше указанных сына. М. Г. Спиридов также показывает трёх означенных сыновей.